# Oenopota ovalis
Oenopota ovalis är en snäckart som först beskrevs av Friele 1877.  Oenopota ovalis ingår i släktet Oenopota och familjen kägelsnäckor. Inga underarter finns listade i Catalogue of Life.